# Anaciaeschna
Anaciaeschna é um género de libelinha da família Aeshnidae.
Este género contém as seguintes espécies:
- Anaciaeschna triangulifera
- Anaciaeschna jaspidea